# Homoneura suturalis
Homoneura suturalis är en tvåvingeart som beskrevs av Yang 2003. Homoneura suturalis ingår i släktet Homoneura och familjen lövflugor. Inga underarter finns listade i Catalogue of Life.